# Emil Molt Akademie
Die Emil Molt Akademie ist die erste staatlich anerkannte waldorfpädagogische Berufsfachschule und Fachoberschule Berlins. Sie liegt in Schöneberg.
Die zweijährige Berufsfachschule ermöglicht die Berufsausbildung zum Kaufmännischen Assistenten in den Fachrichtungen Fremdsprachen oder Informationsverarbeitung (EDV) und die Ausbildung zum Sozialassistenten. An der vierjährigen Fachschule ist eine Ausbildung zum Heilerziehungspfleger möglich. Seit dem Schuljahr 2019/2020 kann man diese auch in Teilzeit absolvieren. Die ein- oder zweijährige Fachoberschule mit den Fachrichtungen Wirtschaft bzw. Sozialpädagogik führt zur Allgemeinen Fachhochschulreife und ermöglicht damit den Zugang zu einem Fachhochschulstudium.
Alle Bildungs- und Ausbildungsangebote der Emil Molt Akademie sind staatlich anerkannt und führen zu anerkannten Abschlüssen.
Träger der Akademie war von 2008 bis 2014 der gemeinnützige Schulverein Emil Molt Schule e. V. Seit 2015 ist die Rudolf Steiner Bildungszentrum gGmbH Träger der Akademie.